# Cade Neilson
Cade Neilson (* 15. Mai 2001 in Lafayette, Louisiana, USA) ist ein kanadisch-britischer Eishockeyspieler, der seit Februar 2025 bei den Glasgow Clan aus der britischen Elite Ice Hockey League (EIHL) unter Vertrag steht. 

## Karriere
Cade Neilson, dessen Vater Corey auch britischer Nationalspieler war, begann seine Karriere als Eishockeyspieler bei den Nottingham Pumas. Später trat er in die Okanagan Hockey Academy UK ein, für deren Mannschaft er in der englischen U16-Liga spielte. 2015 ging er nach Kanada, wo er für verschiedene Teams der Ontario Hockey Academy auf dem Eis stand. 2018 wechselte er zu den Yarmouth Mariners in die Maritime Hockey League. Schon 2019, er hatte gerade mit den Wings die Liga gewonnen, zog er aber weiter zu den Aberdeen Wings in die North American Hockey League. 2022 wurde er in das All-Star-Team der Central Division der North American Hockey League gewählt. Seit 2022 spielt er für die Mannschaft der University of Alaska Fairbanks in der Western Collegiate Hockey Association der National Collegiate Athletic Association.
Nach dem Abschluss seines Studiums schloss sich der Stürmer im Sommer 2024 den Utah Grizzlies aus der ECHL an, wo er bis Februar 2025 aktiv war. Noch im Saisonverlauf wechselte Neilson allerdings zu den Glasgow Clan aus der britischen Elite Ice Hockey League (EIHL).

### International
Für Großbritannien nahm Neilson im Juniorenbereich erstmals an der Division II der U18-Weltmeisterschaft 2018 teil. Auch bei den U20-Weltmeisterschaften 2019 und 2020, als er zum besten Spieler seiner Mannschaft gewählt wurde, spielte er mit der britischen Mannschaft in der Division II.
Sein Debüt in der britischen Herren-Auswahl gab Neilson bei der Weltmeisterschaft 2022 in der Top-Division, als sein Vater Assistenztrainer der Briten war. Nach dem dort erlittenen Abstieg spielte er 2023 in der Division IA und trug als zweitbester Torschütze nach dem Polen Krystian Dziubiński und viertbester Scorer hinter den Polen Dziubiński und Grzegorz Pasiut sowie seinem britischen Landsmann Liam Kirk maßgeblich zum sofortigen Wiederaufstieg bei. Selbiges gelang bei der Weltmeisterschaft der Division IA 2025, nachdem das Team 2024 abermals umgehend wieder abgestiegen war.

## Erfolge und Auszeichnungen
- 2012 EIHA Conference U11 Star
- 2014 EIHA Conference U13 Star
- 2019 Gewinn der Maritime Hockey League mit den Yarmouth Mariners
- 2022 All-Star-Team der Central Division der North American Hockey League

### International
- 2018 Aufstieg in die Division I, Gruppe B, bei der U18-Weltmeisterschaft der Division II, Gruppe A
- 2023 Aufstieg in die Top-Division bei der Weltmeisterschaft der Division I, Gruppe A
- 2024 Topscorer der Vorqualifikation für die Olympische Winterspiele 2026, Gruppe H (gemeinsam mit Liam Kirk)
- 2025 Aufstieg in die Top-Division bei der Weltmeisterschaft der Division I, Gruppe A